# FK Daryda
FK Daryda (biał. ФК «Дарыда» Мінскі раён) – białoruski klub piłkarski z siedzibą w mikrorejonie Kuncewszczyna (biał. Кунцаушчіна) w Mińsku, grający w pierwszej lidze białoruskiej (drugi poziom rozgrywek).

## Historia
- 2000—2002: Daryda Miński rejon (biał. «Дарыда» (Мінскі раён))
- 2003: Daryda-HDŻ Miński rejon (biał. «Дарыда-ГДЖ» (Мінскі раён))
- 2003—2008: Daryda Miński rejon (biał. «Дарыда» (Мінскі раён))

W dalekim 1992 klub Neman Stałbci awansował do pierwszej ligi. W 1999 klub zmienił nazwę na Daryda-Belagro. Na bazie tego klubu w 2000 utworzono profesjonalny klub Daryda. W 2002 klub zmienił lokalizację na Żdanowicze. W 2003 główny sponsor HDŻ przestał sponsorować klub i klub zmienił siedzibę na mikrorejon Mińska - Kuncewszczyna. W 2004 klub powraca do Żdanowicz. W 2005 został otwarty nowy Stadion Daryda.